# Lothiarika
Lothiarika är en turistort på Rhodos östkust. Det är en ganska ny ort som byggts för turismens skull. Den består av ett dussin hotell (finns även enkla rum att hyra), fem restauranger och sju supermarkets. Stranden är ca 10 kilometer lång och sträcker sig till grannstaden Pefkos ca 5 kilometer norrut.